# ميخائيل كلاي
ميخائيل كلاي (بالإنجليزية: Michael Clay)‏ هو لاعب كرة قدم أمريكية أمريكي، ولد في 30 أغسطس 1991 في سانتا كلارا في الولايات المتحدة.